# 27 Samodzielna Gwardyjska Brygada Zmechanizowana
27 Sewastopolska Samodzielna Gwardyjska Brygada Zmechanizowana im. 60-lecia powstania ZSRR odznaczona Orderem Czerwonego Sztandaru (ros. 27-я отдельная гвардейская Севастопольская Краснознаменная мотострелковая бригада имени 60-летия образования СССР (27-я ОМСБр) – samodzielny związek taktyczny Sił Zbrojnych Federacji Rosyjskiej, służący w Wojskach Lądowych Federacji Rosyjskiej w ramach Zachodniego Okręgu Wojskowego.
Siedzibą sztabu i dowództwa brygady jest Wiaźma.